# 李淳玉
李淳玉（？年—？年），字昆山。四川省資陽縣人，嘉慶二十五年（1820年）庚辰科進士。曾任咸安宮教習、重慶府學教授。曾任道光《重慶府志》分采。